# Artabotrys dielsianus
Espèce
Artabotrys dielsianus Le Thomas  est une espèce de plantes à fleurs de la famille des Annonaceae et du genre Artabotrys, selon la classification phylogénétique. C'est une  liane ligneuse originaire d'Afrique.
Son épithète spécifique rend hommage au botaniste allemand Ludwig Diels.

## Distribution
Très rare, elle est endémique du Cameroun, où elle a été collectée à Bipindi, dans la Région du Sud.